# 23318 Salvadorsanchez
23318 Salvadorsanchez (2001 BT13) là một tiểu hành tinh vành đai chính được phát hiện ngày 20 tháng 1 năm 2001 bởi J. Nomen ở Ametlla de Mar Observatory.